# Братство святителя Гурия
Братство святителя Гурия — православное миссионерское братство в Казанской епархии, учреждённое 4 октября 1867 года в честь архиепископа Казанского святителя Гурия (Руготина).
Братство существенно повлияло на ход просветительской деятельности среди народов Поволжья и Сибири, распространяло начальное образование, заложило в Поволжье основы системы народного образования. Его деятельность способствовала формированию в этих регионах национальной интеллигенции, появлению православного инородческого духовенства, распространению православия. Покровительство братству оказывали императоры Александр II, Александр III и Николай II, обер-прокуроры Святейшего синода — Дмитрий Толстой, Константин Победоносцев, Пётр Извольский и другие.

## История

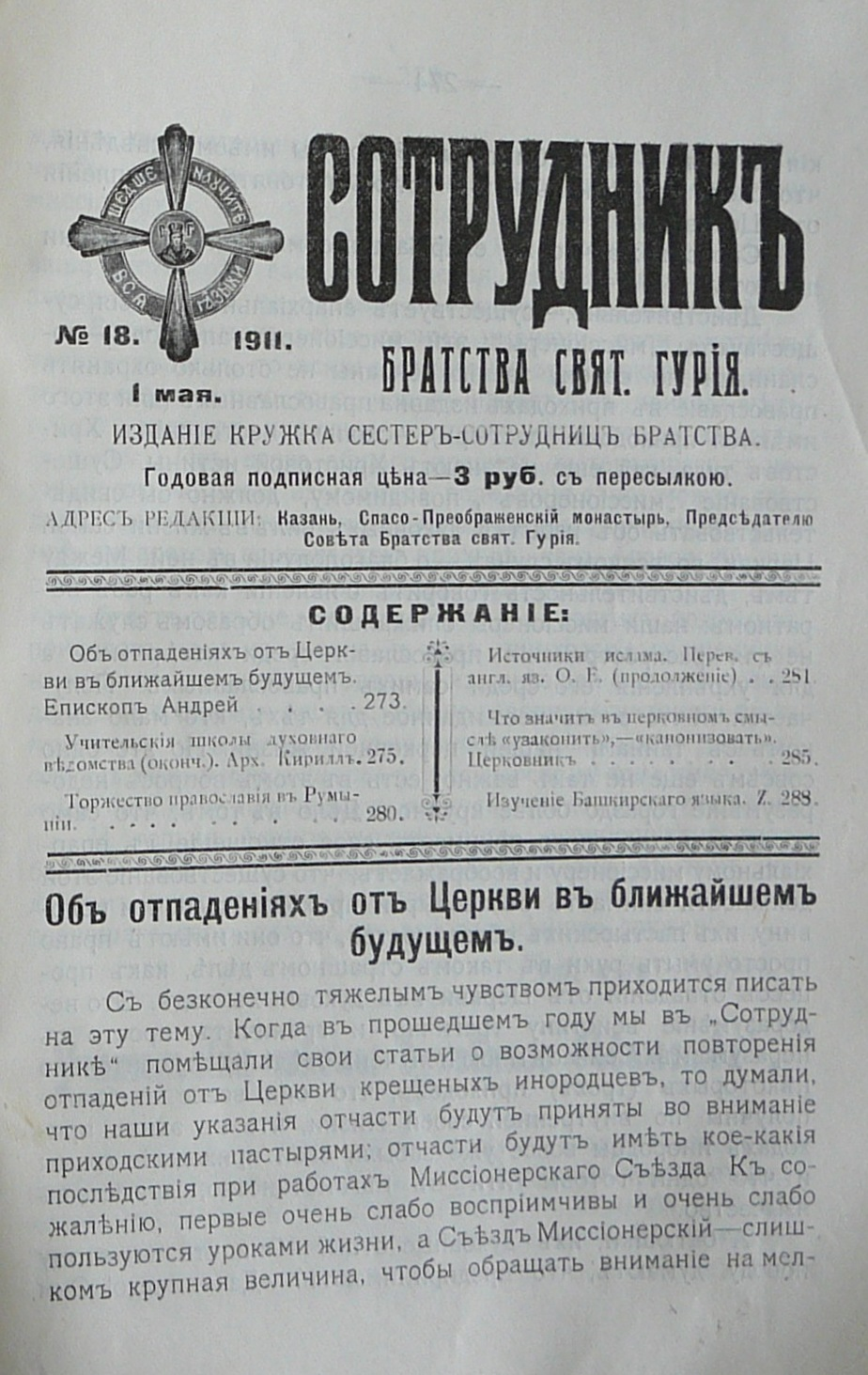
Журнал Братства

Главным инициатором создания братства был Н. И. Ильминский. У его истоков стояли также Чебоксарский епископ Гурий (Карпов), викарий Казанской епархии, протоиерей Е. А. Малов, попечитель Казанского учебного округа П. Д. Шестаков и другие.
Одним из поводов к созданию братства был массовый переход крещёных татар Казанской губернии в ислам. Целями братства были содействие утверждению в православной вере крещёных инородцев, распространение православия среди лиц нехристианских исповеданий, убеждение и вразумление отпадающих и заблуждающихся членов православной Церкви, попечение о нуждающихся христианах из инородцев. Сфера деятельности братства, согласно его уставу, ограничивалась Казанской епархией.
В 1875 году Православным миссионерским обществом, существовавшим при братстве, была основана переводческая комиссия, действовавшая, в отличие от братства, на территории всей страны. В ведении братства находились также миссионерские приюты.
Кружок сестёр-сотрудниц братства издавал еженедельный журнал «Сотрудник Братства святителя Гурия» (с 7 августа 1911 года — «Сотрудник Приволжской Миссии»), касавшийся вопросов развития церковной жизни и инородческой миссии.
После Октябрьской революции братство прекратило своё существование. Братские школы постановлением СНК от 11 декабря 1917 года были переданы из духовного ведомства в ведение Народного комиссариата по просвещению. В 1933 году органами ОГПУ было сфабриковано дело о «контрреволюционной, религиозно-монархической организации братства св. Гурия в Татарской АССР» с «контрреволюционными ячейками в Кукморском, Сабинском, Рыбно-Слободском, Акташском и Октябрьском районах». Некоторые члены братства были репрессированы, многие, кому было предъявлено обвинение по ст. 58 п. 11 УК РСФСР, из-за отсутствия доказательств были освобождены под подписку о невыезде.
В настоящее время в Татарстанской митрополии существует православное Братство святителя Гурия, воссозданное в 1991 году. Братство базируется в Казанской епархии при Богоявленском соборе г. Казани. Целью Братства является — православное просвещение, возрождение и укрепление православных, национальных традиций, православно-национального самосознания. Его члены занимаются просветительской деятельностью среди молодежи, военных, заключенных и других слоёв населения.

### Награда
В связи с постановлением Священного Синода Русской Православной Церкви от 27 мая 2009 года в Казанской епархии по благословению Святейшего Патриарха Московского и всея Руси — Кирилла учреждена местная епархиальная награда — медаль святителя Казанского Гурия. Медаль имеет три степени и при награждении вручается вместе с грамотой.
Награждаться медалью святителя Казанского Гурия будут как духовные, так и светские лица, внесшие вклад в дело возрождения и развития Православия на Казанской земле.

## Известные члены братства
- Андрей (Ухтомский)
- Антоний (Амфитеатров)
- Багин, Сергей Афанасьевич
- Износков, Илиодор Александрович
- Иоанн (Алексеев, Илья Иванович)
- Шемановский, Иван Семёнович